# Martin Bornholm
Martin Bornholm, född 1937 i Linköping, är en svensk målare. 
Bornholm studerade för bland andra Pär Andersson, Erland Melanton, Fritz Sjöström och Nisse Zetterberg vid Konstfackskolan i Stockholm 1957-1964 och har varit yrkesverksam som konstnär sedan 1964.
Han tilldelades Östgöta konstförenings stipendium 1967.
Bornholm är representerad vid ett 40-tal museer, bland annat vid Moderna museet, Dalarnas museum, landsting, kommuner, företag och institutioner och har sedan 1987 utfört ett 10-tal offentliga utsmyckningsuppdrag.